# Чебине
Чебине (словен. Čebine) је насељено место у општини Трбовље, Засавска регија, Словенија.

## Историја
Подручје око овог насеља део је традиционалне регије познате као Штајерска. До територијалне реорганизације у Словенији било је у саставу старе општине Трбовље.
У Чебинама је 17. априла 1937. године године одржан је оснивачки конгрес Комунистичке партије Словеније.

## Становништво
У попису становништва из 2011. године, Чебине су имале 22 становника.
| Број становника према пописима | Број становника према пописима | Број становника према пописима |
| ------------------------------ | ------------------------------ | ------------------------------ |
| 1991                           | 2002                           | 2011                           |
| 22                             | 24                             | 22                             |